# Atriplex farinosa
Atriplex farinosa là loài thực vật có hoa thuộc họ Dền. Loài này được Forssk. mô tả khoa học đầu tiên năm 1775.